# Леслі Грем
Роберт Леслі Грем, більш відомий як Лес Грем (англ. Robert Leslie Graham; 14 вересня 1911, Воллесі, Мерсісайд — 12 червня 1953, Дуглас, острів Мен) — британський мотогонщик, перший чемпіон світу у класі 500cc MotoGP (1949 року). Трагічно загинув під час гонки ветеранів Isle of Man TT у віці 41 років. Син Леслі, Стюарт Грем, також став відомим авто- та мотогонщиком.

## Кар'єра
Роберт Леслі Грем почав свою кар'єру у віці 17 років, взявши участь на мотоциклі JAP 350, виробництва Джона Альфреда Прествіча, у гонці недалеко від Ліверпуля. У 1930-их роках він безуспішно виступав на мотоциклах Rudge, згодом на Supreme, на гонках у болоті (англ. dirt track).
Під час Другої світової війни Грем служив лейтенантом у Королівських ВПС Великої Британії. Після її закінчення Леслі став професійним гонщиком, приєднавшись до британської команди AJS.

### MotoGP
Після утворення чемпіонату світу з шосейно-кільцевих мотоперегонів MotoGP Грем став одним із перших, хто взяв участь у змаганнях. Він виграв перший чемпіонат світу в класі 500cc у сезоні 1949, в наступному ставши 3-ім. Леслі був також досвідченим механіком, тому, коли він приєднався до італійської команди MV Agusta у сезоні 1952, він підписав додатковий контракт як інженер-консультант. Виступаючи на MV Agusta 500, він здобув дві перемоги в 1952 році, вигравши Гран-Прі Націй в Монці та Іспанії в Монтжуїк Парку, фінішувавши у сезоні другим, вслід за Умберто Мазетті на Gilera.

Його великий друг і суперник Умберто Мазетті одного разу сказав про нього: 
|  | Кожен гонщик їде швидко, але Леслі Грем їде швидше. |

### Загибель
Леслі Грем загинув на початку другого кола гонки ветеранів Isle of Man TT у 1953 році. На ділянці траси Брей Хілл він врізався у стіну та помер миттєво. Лише за один день до цього він виграв гонку в класі 125cc, яка стала його першою і єдиною перемогою на Tourist Trophy. Грем виступав з травмованою рукою, яку пошкодив за чотири дні до цього, під час сесії тестувань. Було кілька версій причин загибелі спортсмена, проте точну встановити не вдалось. Найімовірнішою причиною аварії вважається поломка передньої вилки.
Після смерті Леслі Грема його команда MV Agusta припинила свою участь у гонці на знак жалоби.

## Статистика виступів

### MotoGP

#### У розрізі сезонів
| Сезон  | Клас   | Мотоцикл          | Гонки | Пер | Под | НК | Очки | Місце |
| ------ | ------ | ----------------- | ----- | --- | --- | -- | ---- | ----- |
| 1949   | 350cc  | AJS               | 1     | 0   | 1   | 0  | 8    | 7     |
| 1949   | 500cc  | AJS Porcupine     | 4     | 2   | 3   | 3  | 30   | 1     |
| 1950   | 350cc  | AJS               | 3     | 1   | 2   | 0  | 17   | 3     |
| 1950   | 500cc  | AJS Porcupine     | 2     | 1   | 2   | 0  | 17   | 3     |
| 1951   | 125cc  | MV Agusta         | 1     | 0   | 1   | 0  | 4    | 8     |
| 1951   | 350cc  | Velocette         | 2     | 1   | 2   | 0  | 14   | 6     |
| 1952   | 125cc  | MV Agusta         | 2     | 0   | 2   | 0  | 10   | 4     |
| 1952   | 250cc  | Benelli/Velocette | 3     | 0   | 2   | 0  | 11   | 3     |
| 1952   | 350cc  | Velocette         | 1     | 0   | 0   | 0  | 1    | 13    |
| 1952   | 500cc  | MV Agusta 500     | 4     | 2   | 3   | 3  | 25   | 2     |
| 1953   | 125cc  | MV Agusta         | 1     | 1   | 1   | 1  | 8    | 5     |
| Всього | Всього | Всього            | 24    | 8   | 19  | 7  | 125  |       |